# Tralee Bay
La baie de Tralee (Tralee Bay) est située dans le comté de Kerry en Irlande.
On y trouve le phare de Little Samphire qui marque l'accès au port de Fenit.

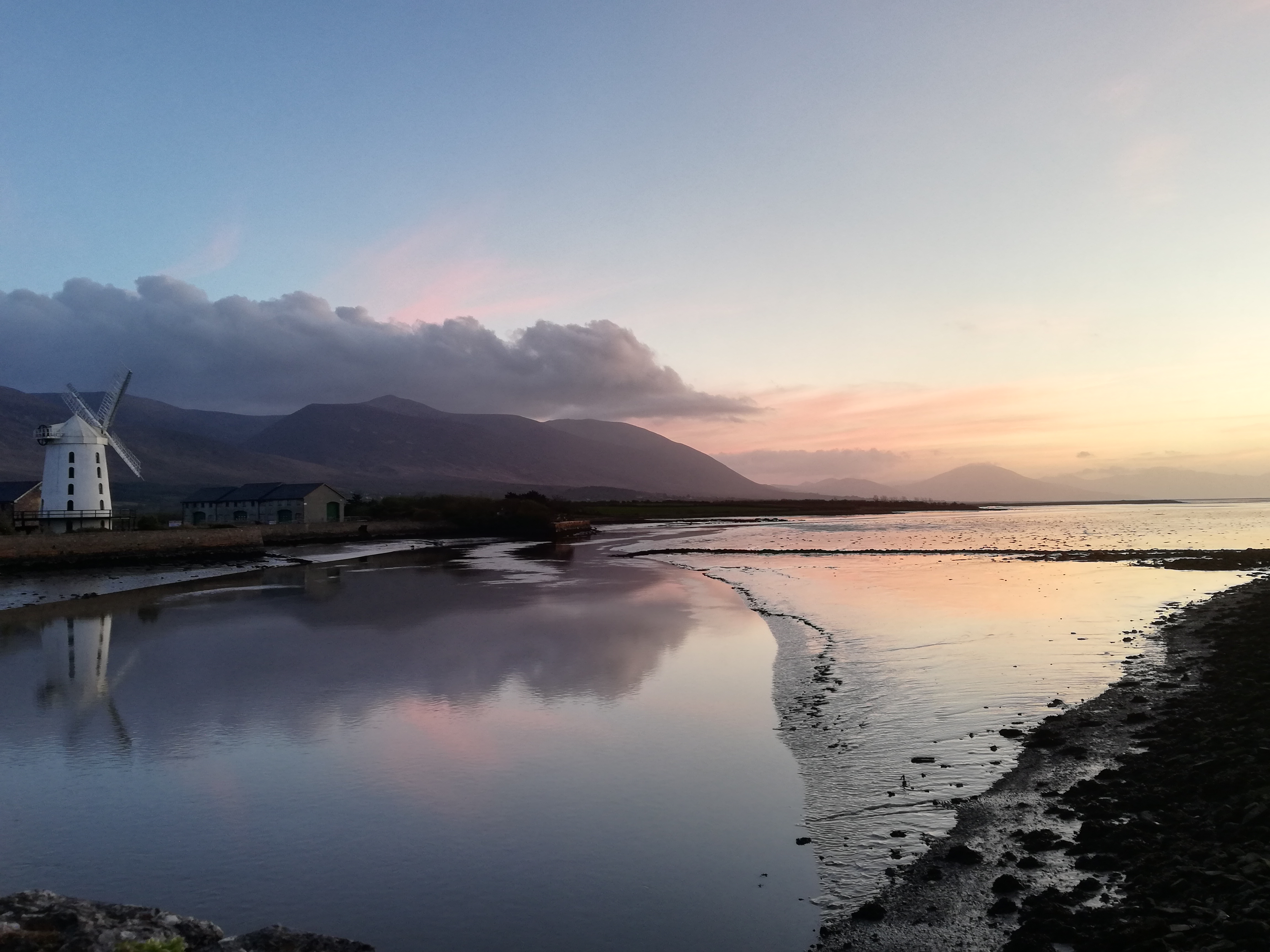
Vue de Tralee Bay